# فرانك كوراسي
فرانك كوراسي (بالإنجليزية: Frank Coraci)‏ هو كاتب سيناريو ومخرج وممثل أمريكي، ولد في 3 فبراير 1966 في الولايات المتحدة.

## أعمال

### أفلام
- (2004) حول العالم في 80 يوما[4][5]
- (2006) كليك
- (2011) حارس الحديقة[6]
- (2012) هنا يأتي الازدهار[7]
- (2014) مزيج[8][9]
- (2015) السخفاء الستة[10]
- (2017) ساندي ويكسلر

## وصلات خارجية
- فرانك كوراسي على موقع IMDb (الإنجليزية)
- فرانك كوراسي على موقع روتن توميتوز (الإنجليزية)
- فرانك كوراسي على موقع ألو سيني (الفرنسية)
- فرانك كوراسي على موقع أول موفي (الإنجليزية)
- فرانك كوراسي على موقع بوكس أوفيس موجو (الإنجليزية)
- فرانك كوراسي على موقع قاعدة بيانات الأفلام السويدية (السويدية)
- فرانك كوراسي على موقع إن إن دي بي (الإنجليزية)
- فرانك كوراسي على موقع ديسكوغز (الإنجليزية)
- فرانك كوراسي على موقع قاعدة بيانات الفيلم (الإنجليزية)
- فرانك كوراسي على موقع كينوبويسك (الروسية)